# Алькоріса
Алькоріса (ісп. Alcorisa) — муніципалітет в Іспанії, у складі автономної спільноти Арагон, у провінції Теруель. Населення — 3642 особи (2010).
Муніципалітет розташований на відстані близько 290 км на схід від Мадрида, 85 км на північний схід від міста Теруель.

## Демографія
Динаміка населення (INE ):